# Domicilio (astrología)
En astrología, un domicilio planetario (o raramente casa, no se confunda con el sistema de casas) es el signo del zodíaco que posee un mandato. Esto es un concepto separado de las casas del horóscopo. Un gobernante planetario se da a cada signo, sobre el planeta cual se dice tener una influencia más potente cuando es colocada en determinado signo. El planeta gobernante asociado con un signo es también usado como un foco implicado de interpretación para los signos sobre las cúspides de casas en una carta.  Un planeta está considerado estar en dignidad cupular cuando se halla colocado en el signo que gobierna. Esta es la más fuerte de las cinco dignidades esenciales de un planeta.

## Visión general

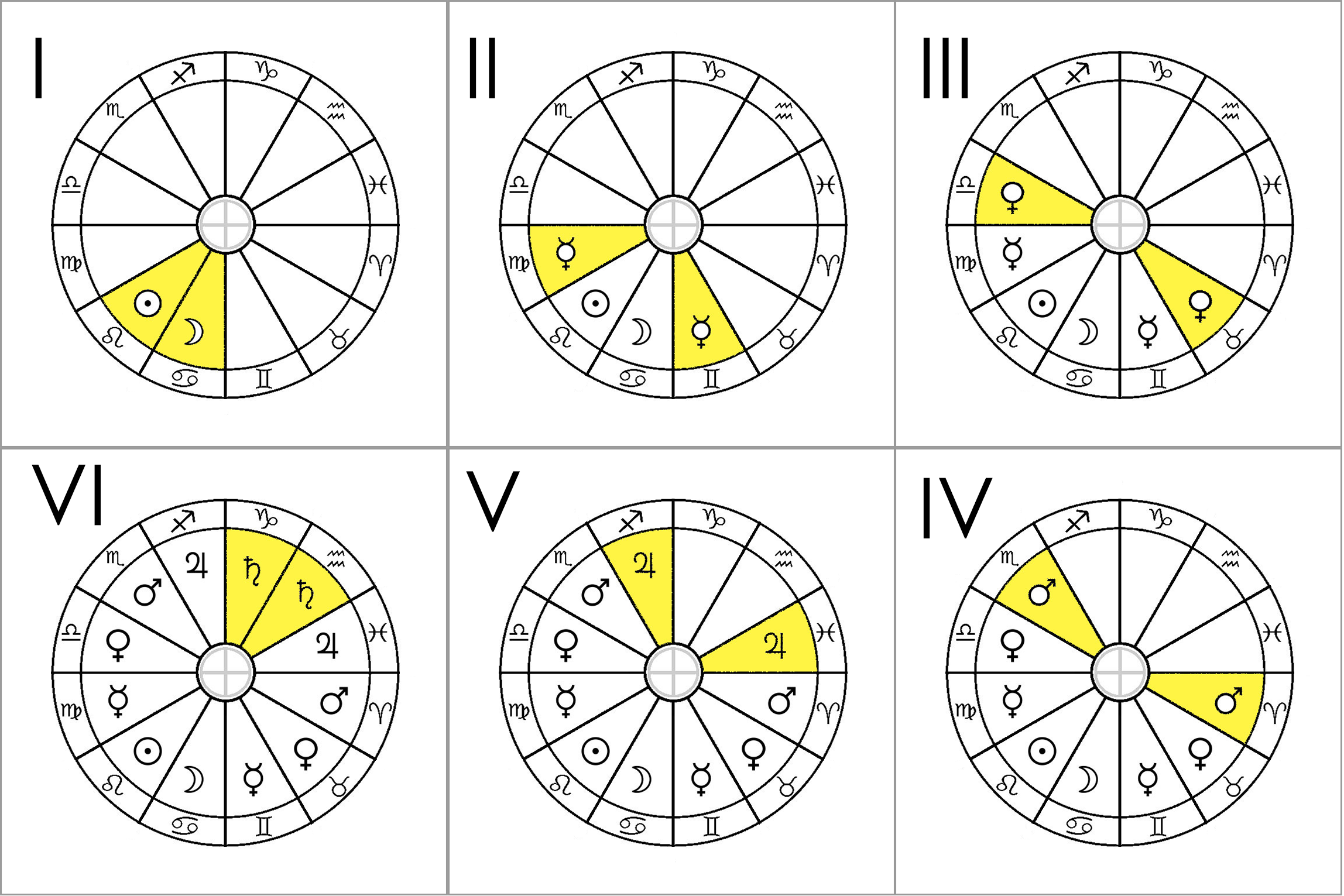
Domicilios en el Tetrabiblos de Ptolomeo.

Las asignaciones de los planetas gobernantes parecen ser basados en las estaciones del Hemisferio norte, cuando el Sol y la Luna, los portadores principales de luz y calor, se otorgaron a Leo y Cáncer, respectivamente, dado que los meses en los que el Sol pasaba a través de estos signos (en tiempos antiguos) eran los más tibios y longevos.
En cambio, Saturno, el más distante (así pues el "más frío") de los cinco planetas clásicos, era acordado del mando de Acuario y Capricornio, los signos opuestos a Cáncer y Leo, respectivamente.
Júpiter, siendo el penúltimo más lejos, se le atribuyeron los signos contiguos a Acuario y Capricornio (Piscis y Sagitario), y Marte, el próximo en orden, recibía los siguientes dos (Aries y Escorpio).
Dado que Mercurio nunca luce más de un signo lejos del Sol en ambas direcciones, se destinaba a gobernar los dos signos contiguos a Leo y Cáncer (Virgo y Géminis), y, así pues, dado que Venus nunca puede lucir más de dos signos lejos del Sol, obtenía el mando de Libra y Tauro.
El descubrimiento de los planetas fuera del campo geocéntrico de visión en tiempos modernos, proporcionó un dilema para los astrólogos, el cual la mayoría eventualmente resolvió vía consenso, declarando un mando de Urano a Acuario, mientras que el mando de Neptuno iría a Piscis, y Plutón a Escorpio, siendo considerado este último como la octava más alta de Marte.
Algunas autoridades modernas usan el concepto de "mandatos nocturnos" para dejar espacio a las dignidades adicionales. Urano estuvo designado como el gobernante diurno de Acuario, mientras que Saturno sería su gobernante nocturno. Igualmente, Neptuno sería el gobernante diurno de Piscis, dejando a Júpiter como su gobernante nocturno, y Plutón, el gobernante diurno de Escorpio, con Marte como el nocturno. Esta noción probablemente tuvo su origen en el concepto de secta astrológica, pero esto fue sólo el vestigio de la secta en la tradición moderna. Desafortunadamente, ninguna tolerancia se hizo para estas sugerencias modernas en la doctrina tradicional compleja de las dignidades esenciales, pero la idea fue muy popular.
El uso de mandatos duales en una manera como ésta fue también conocida como "co-mandatos". Algunos astrólogos creían que los nuevos co-gobernantes eran gobernantes primarios de los signos con los cuales estuvieron asociados, y podrían haber sido gobernantes únicos de esos signos, y si aquello era el caso, otros dos planetas, uno enlazado a Libra o Tauro, y el otro a Virgo o Géminis, pudiesen aguardar descubrimiento, así eliminando la necesidad para el mandato dual de un signo. A pesar de que el estado de Ceres no ha sido conclusivamente decidido actualmente en la astrología, ha sido sugerido como el gobernante de Virgo o Tauro. Para algunos astrólogos modernos, incluyendo muchos europeos, es el planeta gobernante de Virgo basado en la observación de su función en las cartas de sinastría. Significativamente, la generación de astrólogos que encontró primero a Ceres en los comienzos del siglo XIX después de su descubrimiento, antes de su degradación a asteroide a mediados de siglo, se le asignó gobernante de Virgo. Para una minoría de astrólogos, es el gobernante de Tauro junto con Venus. La posibilidad existe en que no está implicado con cualquier signo, pero en cualquier acontecimiento,  pueda ser sin duda ser atribuido al elemento de Tierra.

## Mandato de casas

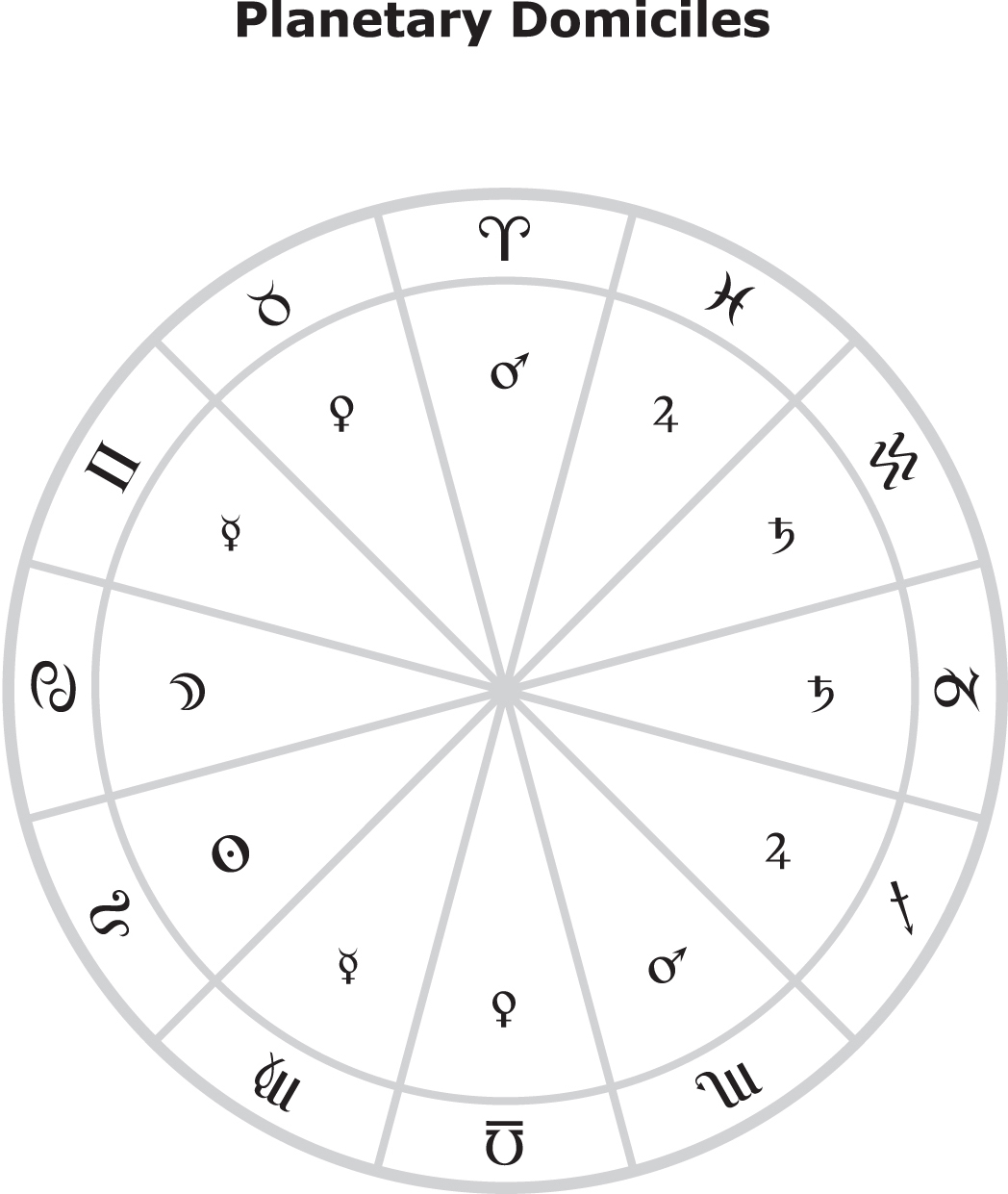
Domicilios planetarios clásicos.

El Thema Mundi.

Algunos astrólogos modernos asignan lo que se llama mandato "natural" de cada casa del horóscopo a un planeta diferente, en la misma manera en la que los signos zodiacales dicen tener gobernantes. Tradicionalmente, aun así, el mandato de las casas se entendió para aplicar sólo en las cartas natales, en lo que se llaman mandatos "accidentales". Este entendimiento es seguido por la mayoría de astrólogos. En este caso, el mandato de una casa en el horóscopo "del nativo" está asociado con los planetas que gobiernan el signo en la cúspide de la casa y con cualesquier planetas encontrados encima o cerca de la cúspide de la casa. El planeta gobernante guía la expresión de los planetas ocupando tal casa, similar a la manera en la que un planeta ascendente (ASC) expresa y media la expresión de planetas a través de la carta cuando filtran a través de la personalidad de uno (simbolizado por el ASC y la 1.ª casa.) 
Hay varios escenarios distintos que uno puede usar para determinar el mandato de una casa:
- Si la primera cúspide de casa es, dice, 0 grados de Aries, y la segunda cúspide, 0 grados de Tauro, la casa será gobernada solo por Aries.
- Si, por ejemplo, la segunda cúspide de casa es 25 grados de Tauro, y la tercera cúspide, 22 grados Géminis, entonces la 2.ª casa tendrá Venus como su gobernante primario y Mercurio como su gobernante secundario. Cuanto más cerca el comienzo de un signo esté en una cúspide de una casa, más poder tendrá un planeta gobernante en esa casa. Algunos astrólogos no toleran gobernantes secundarios de casas en este tipo de escenario, pero sí a gobernantes de cúspides de casa que son primarios.
- Si, de ejemplo, la cuarta cúspide de casa es 25 grados  de Capricornio, y la quinta cúspide de casa es 8 grados  de Piscis, entonces la casa tendrá a Acuario interceptado. Tendrá a Saturno como su gobernante primario, pero además de Saturno, Urano jugará una función en los asuntos de la casa, salvo que en una más escondida manera y menos obvia. Neptuno También jugará una función si cualesquier planetas se hallan en Piscis entre 0 y 7 grados.
- Si una cúspide de casa o ángulo está en 29 grados de cualquier signo, el siguiente gobernante del signo será el co-gobernante de la casa. Algunos aplican esta regla de jerarquía compartida para ángulos que son de 25-29 grados de un signo mutable, contando con 5 grados de un solsticio cardinal o punto de equinoccio.

Cuando un  individuo intenta determinar el mandato de una casa, cuantos más planetas o cuerpos mandan una casa, más complejos serán los requisitos de esa casa. Especialmente cuando los aspectos a los gobernantes están considerados. Generalmente, el signo en la cúspide será la representación exterior del mandato. El gobernante del signo dentro de la casa no será fácilmente aparente, pero se manifestará sí mismo en puntos críticos en la vida de una persona y en las direcciones decisivas de la vida. Esto es, el gobernante de la señal dentro de la casa imparte sus valores y comparte la práctica de la "decisión ejecutiva", pero no está involucrado en las acciones tomadas o en las expresiones exteriores de requisitos de esa casa. 
En el caso de casas interceptadas, la señal que está en medio de la casa es la señal que el nativo debe transcender antes de que pueda progresar a la fase próxima del mandato de la casa. Por tanto, tal en el ejemplo anterior, si una casa está interceptada con el signo de Capricornio, entonces el nativo deberá inicialmente presentar con varias cualidades de Capricornio  y tendrá que trabajar un poco detrás de las escenas para conseguir la expresión de las cualidades de Acuario. Finalmente, interceptados Acuario y Urano, se expresarán a sí mismos, pero serán mediados fuertemente a través de Capricornio y su gobernante, Saturno.

## Mandatos de los signos
| Casa | Domicilio de signos | Planeta gobernante (antiguo) | Cuerpo gobernante (moderno) | Detrimento de signo |
| ---- | ------------------- | ---------------------------- | --------------------------- | ------------------- |
| 1.º  | Aries               | Marte                        | Marte                       | Libra               |
| 2.º  | Tauro               | Venus                        | Venus                       | Escorpio            |
| 3.º  | Géminis             | Mercurio                     | Mercurio                    | Sagitario           |
| 4.º  | Cáncer              | Luna                         | Luna                        | Capricornio         |
| 5.º  | Leo                 | Sol                          | Sol                         | Acuario             |
| 6.º  | Virgo               | Mercurio                     | Ceres                       | Piscis              |
| 7.º  | Libra               | Venus                        | Eris                        | Aries               |
| 8.º  | Escorpio            | Marte                        | Plutón                      | Tauro               |
| 9.º  | Sagitario           | Júpiter                      | Júpiter                     | Géminis             |
| 10.º | Capricornio         | Saturno                      | Saturno                     | Cáncer              |
| 11.º | Acuario             | Saturno                      | Urano                       | Leo                 |
| 12.º | Piscis              | Júpiter                      | Neptuno                     | Virgo               |

- Los astrólogos aún no han alcanzado un consenso total al aceptar el gobierno "moderno" de Ceres o de la Tierra en lugar de los gobernantes tradicionales y "antiguos". Varios astrólogos modernos todavía usan Marte como el gobernante primario de Escorpio con Plutón como gobernante secundario. Una distinción se ha de hacer entre los antiguos, tradicionales y modernos mandatos, particularmente en el hecho de que no se sabe que la astrología antigua haya tenido lo que pensamos que son los mandatos de domicilio. No es hasta la astrología helenística y después, que se empieza a ver gobernantes de domicilio, por no hablar de los gobernantes de domicilio de casas, que son usadas por una minoría de astrólogos.[cita requerida]
- El planeta enano Eris, al igual que otros cuerpos mas lejanos que Plutón, no tiene tanto desarrollo a nivel consensual por astrólogos, aunque si contiene más información que otros planetas enanos como Makemake, Haumea, Sedna, etc. Se concuerda, a nivel mayoritario, una afinidad al signo de Libra por significar un concepto comunicativo, ser planeta extrapersonal, y Libra al ser el único signo sin connotación individual (representa el otro, la pareja y relaciones como matrimonio) regido por un planeta personal como lo es Venus. Algunos creen conveniente colocar a Eris como regente primario del signo.

Además, los antiguos asignaron una dignidad domiciliaria a los nodos Norte y Sur de la Luna, aunque estos no están calificados como mandatos dado que los nodos no tienen gobernancia sobre ningún signo.
Existe un desacuerdo significativo en la comunidad astrológica occidental sobre algunos de los signos que a menudo todavía se dice que comparten gobernantes, lo cual es un problema que se está tomando tiempo en resolverse. Se han hecho muchas sugerencias, pero el consenso podría tomar décadas, como lo hizo en los casos de Urano y Neptuno.

## Dispositores
Un dispositor es una delineación de mandato planetario a los signos. En tal caso, si Mercurio está en Libra, su disposición es Venus; si Venus está en Sagitario, su disposición es Júpiter; y si Júpiter es Cáncer, su disposición es la Luna. Este proceso continúa hasta que hay una disposición final (signo en su jerarquía) o sus círculos en una cadena de comando infinita.

## Uso
Los clásicos astrólogos cuyos métodos están arraigados en  métodos tradicionales, no usan ninguno de los planetas exteriores no clásicos como los gobernantes de cualquiera de las 12 señales, prefiriendo el esquema tradicional.
Por otro lado, más moderno, astrólogos psicológicamente orientados utilizan los planetas exteriores como planetas gobernantes de esos tres signos particulares listados arriba. Otros también usan gobernantes antiguos mientras que lo combinan con planetas modernos como el co-gobernante de esos signos.
Otro astrólogos no utilizan ninguno de los planetas como gobernantes de los signos (Cosmobiólogos, astrólogos de Urania, Escuela de Hamburgo de Astrología, entre otros), prefiriendo centrarse más en los aspectos astrológicos y otras porciones del horóscopo en vez, lo que les proporciona un estudio empírico más sencillo.
La mayoría de astrólogos practicando la astrología védica (Yiotisha) sólo utilizan el sistema de mandato tradicional.